# Cal Tallaret
Cal Tallaret és una obra de Calafell (Baix Penedès) protegida com a Bé Cultural d'Interès Local.

## Descripció
Es tracta d'un immoble entre mitgeres de planta de forma irregular, amb planta baixa i tres plantes altes. L'edifici té cobertes inclinades formades per bigues de fusta, encanyissats i teules àrabs, a excepció d'una part que té terrat. Les obertures de la façana han estat modificades, a excepció del balcó. La façana és arrebossada i pintada de color blanc, encara que té un sòcol pintat de color marró. A l'interior de l'edifici hi ha diversos arcs apuntats, cups i un pou. A la part posterior de l'immoble hi ha un pati.
El sistema constructiu és de tipus tradicional amb murs de càrrega i sostres unidireccionals de bigues de fusta. L'escala té volta de rajola. La coberta és de bigues de fusta i teula àrab. La llosana del balcó ésn fetes de pedra tallada d'origen local.